# Symfonie nr. 2 (Serebrier)
De Uruguayaanse componist José Serebrier componeerde zijn  Partita in 1958; pas later hernoemde hij dat werk tot Symfonie nr. 2; de bijnaam Partita is gebleven.
Van 1958 tot 1960 vervulde Serebrier het co-dirigentschap met Antal Doráti bij het Minneapolis Symphony Orchestra. Tegelijkertijd was daar een studie compositie aan de University of Minnesota; ook bij Doráti. Gedurende die periode begon hij ook te werken aan zijn Partita; uit de muziek blijkt dat hij eigenlijk voor compositie geen verdere opleiding nodig had. Het werk is tot stand gekomen in opdracht van ene mevrouw Faith Smyth, die wel meer opdrachten voor compositie gaf in die dagen. Ook Antal Doráti kwam in contact met haar, wat uiteindelijk resulteerde in een opname van dit werk onder Doráti met het MSO.

## Compositie
De symfonie duurt ongeveer een half uur en bestaat uit de traditionele vier delen:
1. Prelude;
2. Funeral March;
3. Interlude;
4. Fugue.

In het eerste deel verloochent Serebrier zijn Zuid-Amerikaanse afkomst niet. Swingende ritmes en orkestratie. Het tweede deel is zoals aangegeven een begrafenismars, maar dan ook op zijn Zuid-Amerikaans; hier en daar klinkt het Slavisch en Dmitri Sjostakovitsj heeft over zijn schouder megekeken; het is wel wilder dan de muziek van de Rus, zonder echt grof te worden. Alles komt tot rust bij het begin van deel 3, dat almaar vlotter en voller wordt qua orkestratie. De finale is een terugblik op deel 1 en mondt hier en daar uit in conga, candombe en zelfs jazz met slagwerksolo, dat het eind vormt van de symfonie.
De première van de symfonie werd gegeven door het National Symphony Orchestra in Washington D.C., onder leiding van de componist en wel op 8 november 1960. De componist/dirigent heeft het vermoeden dat deze première ook geregeld is door mevrouw Smyth. 

## Verhalen rond deze symfonie
- op 8 november 1960 vond ook een presidentsverkiezing plaats, tussen John F. Kennedy en Richard Nixon; publiek en musici repten zich na de uitvoering om te kijken of de nieuwe president al bekend was; dat was niet het geval;
- het werk werd door de muziekresencent Hume van de Washington Post de grond in geboord; later bleek dat Hume ook uitvoeringen van Symfonie nr. 9 van Beethoven, Symphonie fantastique van Hector Berlioz en het pianoconcert nr. 1 van Peter I. Tsjaikovki de vergetelheid in wilde schrijven. Later, na diverse malen het werk te hebben gehoord verontschuldigde Hume zich (voor wat het waard is);
- Robert Whitney wilde de compositie op de plaat zetten met zijn Louisville Orchestra; probleem was echter dat het totale werk daarvoor te lang duurde, daarom deed Whitney het verzoek om deel 2 weg te laten; de componist ging hiermee akkoord, vooral omdat het zijn eerste werk was dat werd opgenomen;
- toen later Serebrier met Leopold Stokowski samenwerkte, wilde ook deze een uitvoering geven van het werk met zijn American Symphony Orchestra, maar alleen deel 2; het diende als een ouverture en een programma beginnen met een treurmars scoort niet echt; vandaar dat het als losstaand werk een andere naam kreeg: Poema Elegíaco, een elegisch gedicht.

## Bron
- Uitgave van Naxos